# Teatro Reinach
Il teatro Reinach (dal 1939 Teatro Paganini) era un teatro di Parma, distrutto nel 1944 da un bombardamento aereo durante la seconda guerra mondiale.

## Storia
Il teatro nacque in seguito ad una donazione del banchiere di Francoforte Oscar Reinach, che era alla ricerca di un titolo nobiliare. Donò alla città di Parma la somma di 71.597 lire, ottenendo per questo dal re Vittorio Emanuele II il titolo di barone. La città di Parma lo nominò nel 1867 cittadino onorario, e decise di usare la somma per costruire un teatro. La somma mancante venne reperita dal Comune tramite la vendita di alcuni beni religiosi.
L'opera, progettata dall'architetto Pancrazio Soncini, venne costruita dove attualmente si trova Piazzale della Pace, su un'area dove si trovava in precedenza la chiesa di San Pietro Martire, demolita nel 1818. Vennero mantenute le fondamenta della chiesa e anche le dimensioni e la forma della base dell'edificio rimasero le stesse. Girolamo Magnani dipinse il sipario. Il teatro, che poteva ospitare 1500 spettatori, venne inaugurato col nome "Politeama Reinach" nella primavera del 1871.  Nelle adiacenze venne costruito, su progetto del Magnani, un Teatro del Giardino per gli spettacoli all'aperto, che fu inaugurato in giugno del 1877.
Gli spettacoli ebbero inizio il 2 maggio 1871. In aprile 1880 debuttò nelle vesti di direttore d'orchestra Cleofonte Campanini, con l'opera L'ultima notte di Carnevale, del parmigiano Napoleone Gialdi. Nello stesso anno si esibì nella Lucia di Lammermoor, ormai invecchiato, un tenore dal grande passato, Emilio Naudin.
Il Politeama Reinach fu sede di spettacoli di prosa. Nel 1896 la Compagnia di Angelo Pezzaglia vi mise in scena molti drammi a effetto, come Il vecchio caporale, Il Conte di Montecristo, La jena del cimitero, La portatrice di pane, Gli orfani abbandonati, Le due orfanelle ecc., a cui prese parte, ancora seienne, la piccola Paola Pezzaglia, nipote del capocomico, futura primadonna teatrale e interprete del cinema muto.
Il Politeama Reinach fu anche il regno dell'operetta. In quegli anni ospitò le compagnie di Bruto Bocci, Gaetano Tani, Filippo Bergonzoni, Emilia Persico, Raffaele Scognamiglio, che avevano in repertorio, presentati in italiano, per lo più lavori di autori francesi, come Charles Lecocq, Jacques Offenbach, Robert Planquette ed Edmond Audran.
Nel 1873 vanno in scena I briganti di Offenbach e La bella Elena.
Nel 1874 vanno in scena Orfeo all'inferno, Il 66 o la lotteria di Vienna di Offenbach, La granduchessa di Gérolstein di Offenbach, La fille de Madame Angot di Charles Lecocq e La Périchole.
Nel 1881 vanno in scena Il Duchino di Lecocq ed Il campanello.
Nel 1882 vanno in scena Boccaccio di Franz von Suppé, Donna Juanita di Suppè e La bella Galatea di Suppè.
Nel 1885 va in scena Lorenzo XIV, la mascotte di Edmond Audran.
Nel 1892 va in scena In cerca di felicità di Suppé.
Nel 1896 vanno in scena I granatieri di Vincenzo Valente e Kichibio ovvero Gillette de Narbonne di Audran.
Nel 1898 va in scena Miss Helyett di Audran.
Nel 1899 vanno in scena La bella profumiera di Offenbach, Santarellina (Mam'zelle Nitouche) di Hervé, La figlia del tamburo maggiore di Offenbach, La Périchole e La mascotte di Audran.
Nel 1900 vanno in scena Il venditore di uccelli di Carl Zeller e Fleur de thé di Lecocq.
Nel 1901 va in scena L'asperula nel linguaggio dei fiori di Johann Strauss.
Nel 1903 va in scena Una notte a Venezia di Johann Strauss (figlio).
Nel 1905 vanno in scena Veronica, La Basoche e Les p'tites Michu di André Messager e Dalla terra alla luna di Offenbach.
Nel 1906 va in scena Fatinitza di Suppè.
Nel 1907 va in scena Madame Favart di Offenbach.
Nel 1908 va in scena La bella fanciulla del villaggio (A country girl) di Lionel Monckton.
Nel 1909 vanno in scena Le mille e una notte di Johann Strauss (figlio), La capinera del tempio (La fauvette du temple) di Messager e La vedova allegra.
Nel 1910 vanno in scena La vedova allegra, Sogno di un valzer di Oscar Straus, La poupée di Audran ed Il soldato valoroso di Oscar Straus.
Nel 1911 vanno in scena La principessa dei dollari di Leo Fall, La divorziata di Fall, Il conte di Lussemburgo e Alì Babá ovvero I 40 ladroni, fiaba delle mille e una notte di Lecocq.
Nel 1912 vanno in scena la Tournée Emma Vecla della Compagnia Italiana di operette con Eva di Franz Lehár, Il conte di Lussemburgo, La vedova allegra, Sogno di un valzer ed Il toreador di Monckton, Manovre d'autunno e La casta Susanna di Jean Gilbert.
Nel 1913 il teatro fu acquistato da Cleofonte Campanini, che lo diede in gestione a Lohengrin Campanini, figlio di suo fratello Italo. Fece ricostruire integralmente l'interno, e lo inaugurò l'8 ottobre 1913 con la rappresentazione dell'opera Rigoletto di Giuseppe Verdi.
Nel 1913 vanno in scena la Compagnia Italiana di opere comiche ed operette Maresca-Garisenda-Caracciolo con Gea della Garisenda in dieci operette diverse, La casta Susanna e La piccola quacchera (The Quaker Girl).
Nel 1914 vanno in scena La reginetta delle rose di Ruggero Leoncavallo, Il conte di Lussemburgo, La bella Risette di Fall, Sangue viennese (Wiener Blut), La figlia di madama Angot di Lecocq, Alì Babà, fiaba delle Mille e una notte di Lecocq e Il piccolo re di Emmerich Kálmán. 
Nel 1915 va in scena Addio giovinezza!.
Nel 1916 va in scena La duchessa del Bal Tabarin di Carlo Lombardo per la Compagnia di operette Carlo Lombardo n. 2.
Nel 1917 va in scena Vita parigina di Offenbach.
Nel 1920 vanno in scena La principessa della Czarda, La duchessa del Bal Tabarin ed Il re di Chez Maxim di Mario Pasquale Costa.
Nel 1921 vanno in scena Madama di Tebe di Carlo Lombardo, La rosa di Stambul, Mazurka bleu di Lehar e L'acqua cheta.
Nel 1922 va in scena la “Primaria” Compagnia di operette Lombardo n. 1 con il giovanissimo Nuto Navarrini.
Nel 1923 vanno in scena Scugnizza e La bajadera di Kálmán.
Nel 1925 vanno in scena Il paese dei campanelli e Sì.
Nel 1926 vanno in scena Cin Ci La per la Compagnia di operette La Lombardiana e La contessa Maritza di Kálmán.
Nel 1927 va in scena Lo zarevich (Der Zarewitsch).
Nel 1928 va in scena No, No, Nanette nella Tournée della Compagnia del Teatro Mogador di Parigi.
Nel 1930 vanno in scena La veglia dei lestofanti (L'opera da tre soldi) per la regia di Anton Giulio Bragaglia e La duchessa di Chicago.
Nel 1932 va in scena Al cavallino bianco con Totò Mignone e Carla Mignone e venne inaugurato il Teatro Estivo Reinach.

Le macerie del teatro Reinach dopo il bombardamento aereo

Nel 1934 va in scena Ballo al Savoy ed il teatro fu venduto ad una società cinematografica, che lo utilizzò anche per proiezioni di film. 
Nel 1936 va in scena la Compagnia di riviste Erminio Macario.
Nel febbraio del 1939, in seguito alle leggi del regime fascista che vietavano l'esterofilia nei nomi di edifici pubblici, il teatro cambiò nome in "Teatro Paganini".
Nel febbraio 1944 va in scena la Compagnia di riviste Nuto Navarrini con Vera Rol.
Fu distrutto sabato 13 maggio 1944 durante un bombardamento aereo verso le 14,30. Nel dopoguerra vennero indetti concorsi per la sua ricostruzione, ma non ebbero seguito e il nuovo teatro Reinach non venne mai realizzato.
Il teatro Reinach era molto amato dai parmigiani, specialmente dalle classi popolari. Grazie ad esso si poteva assistere, a prezzi modici, ad ogni genere di spettacoli: opere liriche, operette, prosa, comizi politici, proiezioni cinematografiche.